# Manhattan Institute for Policy Research
Le Manhattan Institute for Policy Research, abrégé en Manhattan Institute, est un think-tank conservateur américain, fondé à New York. Il est créé en 1978 sous le nom d'International Center for Economic Policy Studies.

## Histoire

### Premières années (1978-1980)
L'International Center for Economic Policy Studies (ICEPS) est fondé par Antony Fisher et William J. Casey en 1978,. Il change de nom pour devenir le Manhattan Institute for Policy Research en 1981. Son premier président est Jeffrey Bell, auquel succède en 1980 William H. Hammett, qui occupera cette fonction jusqu'en 1995. En 1980, l'institut commence à publier le Manhattan Report on Economic Policy, un rapport mensuel contenant des notes d'économistes et d'analystes de marché. David Asman est le premier rédacteur en chef du périodique et le reste jusqu'en 1982.

### Sous l'ère Reagan (1981-1989)
Au début des années 1980, l'institut publie plusieurs ouvrages sur l'économie de l'offre et la privatisation. En 1981, le directeur du programme de l'Institut, George Gilder, publie Wealth and Poverty, un livre que certains critiques qualifient de « bible » de l'administration Reagan ; le livre se concentre sur la remise en question du caractère des pauvres, affirmant que « les pauvres actuels, blancs encore plus que noirs, refusent de travailler dur ». Un journaliste du New York Times en fait un « guide du capitalisme », arguant qu'il offre « un credo pour le capitalisme digne des gens intelligents ». Cependant, il note qu'il est alternativement étonnant et ennuyeux, « convaincant et parfois très discutable ». Le livre devient un best-seller, s'écoulant à plus d'un million d'exemplaires.
L'institut parraine un film documentaire, Good Intentions, qui s'appuie sur le livre The State Against Blacks de Walter E. Williams. Le film est diffusé pour la première fois sur WNET, chaîne de télévision publique de New York, le 27 juin 1983. Il présente la thèse de Williams, selon laquelle les politiques gouvernementales ont plus entravé qu'encouragé le progrès économique des Afro-Américains.
En 1982, l'institut paie l'essayiste libertarien Charles Murray pour écrire Losing Ground, publié en 1984.

### Fondation deCity Journalet années Giuliani (1990-2000)
En 1990, l'institut fonde son magazine trimestriel, City Journal. Il est supervisé par Peter Salins, remplacé quelques années plus tard par Fred Siegel. Myron Magnet, rédacteur en chef du magazine Fortune, est ensuite embauché par le Manhattan Institute, en 1994, au même poste chez City Journal. Il y reste jusqu'en 2007. Depuis 2018, le magazine est dirigé par Brian C. Anderson.
En 1995, Lawrence J. Mone est nommé président du Manhattan Institute, succédant à William H. Hammett. Il l'a rejoint en 1982, en tant que spécialiste des politiques publiques, directeur de programme et vice-président avant d'en devenir le quatrième président.
Le Manhattan Institute crée le Centre pour l'innovation éducative (CEI) en 1989, qui se concentre sur la promotion des charter schools. Cela donne au groupe de réflexion la réputation d'être « un pilier du mouvement de choix scolaire ». La CEI aide à créer un certain nombre de petites écoles publiques alternatives à New York et conseille le gouverneur de New York, George Pataki, dans l'élaboration de la loi sur les charter schools de l'État en 1998, qui autorise la création d'écoles publiques autonomes.
L'ancien chercheur du Manhattan Institute Peter W. Huber publie son premier livre, Liability: The Legal Revolution and Its Consequences, en 1990. Le livre se concentre sur le droit de la responsabilité délictuelle depuis les années 1960, affirmant qu'une augmentation spectaculaire des poursuites en responsabilité a conduit à de nombreuses conséquences négatives. En 1992, un autre chercheur associé, Walter Olson, publie The Litigation Explosion.
Le Manhattan Institute entretient des liens avec l'administration du maire de New York, Rudy Giuliani, qui devient un habitué des déjeuners et des conférences du groupe de réflexion, à partir de 1989. Le numéro de City Journal du printemps 1992 est consacré à « La qualité de vie urbaine » et présente des articles sur la criminalité, l'éducation, le logement et les espaces publics. Il attire l'attention de Giuliani alors qu'il se prépare à se présenter une deuxième fois à l'élection pour la mairie, prévue en 1993. Son équipe de campagne contacte le rédacteur en chef du City Journal, Fred Siegel, pour développer des sessions de formation pour le candidat. Les politiques adoptées par son administration s'inspirent notamment, en matière de maintien de l'ordre, de la théorie de la vitre brisée, qui a déjà commencé à être adoptée à certains niveaux par les dirigeants de la police de New York,.
Lors de l'élection présidentielle de 2000, le candidat George W. Bush cite The Dream and the Nightmare: The Sixties' Legacy to the Underclass (1993), de Myron Magnet, parmi les œuvres ayant influencé son approche de la politique publique. Il poursuit en déclarant « The Dream and the Nightmare de Myron Magnet ont cristallisé pour moi l'impact de la culture ratée des années 60 sur nos valeurs et notre société ».